# Elymus flaccidifolius
Elymus flaccidifolius är en gräsart som först beskrevs av Pierre Edmond Boissier och Theodor Heinrich von Heldreich, och fick sitt nu gällande namn av Aleksandre Melderis. Elymus flaccidifolius ingår i släktet elmar, och familjen gräs. Inga underarter finns listade i Catalogue of Life.